# Eunpyeong-gu
Eunpyeong-gu (Hangul:은평구, Hanja 恩平區:, Hán Việt: Ân Bình Khu) là một trong 25 quận (gu) của thủ đô Seoul, Hàn Quốc.
Quận này có diện tích 29,7 km², dân số 450,583 người (2010) và được chia thành 16 dong (phường hành chính). Eunpyeong nằm ở phía tây bắc Seoul, giáp với thành phố Goyang của tỉnh Gyeonggi ở phía tây, và các quận Mapo của Seoul ở phía tây nam, Seodaemun ở phía nam và Jongno ở phía đông.
Kim Uyeong (김우영) thuộc đảng Dân chủ Đồng hành là thị trưởng của Eunpyeong từ tháng 7 năm 2010.

## Phân cấp hành chính

Phân cấp hành chính

- Bulgwang-dong (불광동, 佛光洞) (Phất Quang động)
- Daejo-dong (대조동, 大棗洞) (Đại Tảo động)
- Eungam-dong (응암동, 鷹岩洞) (Ưng Nham động)
- Galhyeon-dong (갈현동, 葛峴洞) (Cát Hiện động)
- Gusan-dong (구산동, 龜山洞) (Quy Sơn động)
- Jeungsan-dong (증산동, 繒山洞) (Tăng Sơn động)
- Jingwan-dong (진관동, 津寬洞) (Tân Khoan động)
- Nokbeon-dong (녹번동, 碌磻洞) (Lục Bàn động)
- Sinsa-dong (신사동, 新寺洞) (Tân Tự động)
- Susaek-dong (수색동, 水色洞) (Thủy Sắc động)
- Yeokchon-dong (역촌동, 驛村洞) (Dịch Thôn động)

## Vận chuyển

### Đường sắt
Seoul Metro
- Tàu điện ngầm vùng thủ đô Seoul tuyến số 3
(Deogyang-gu, Thành phố của Goyang) ← Gupabal ─ Yeonsinnae ─ Bulgwang ─ Nokbeon → (Seodaemun-gu)
- Tàu điện ngầm Seoul tuyến số 6
(Mapo-gu) → Susaek → Jeungsan → Saejeol → Eungam → Yeokchon → Bulgwang → Dokbawi → Yeonsinnae → Gusan → Eungam → Saejeol → Jeungsan → Susaek → (Mapo-gu)

(Từ Eungam đến Eungam thông qua Bulgwang và Yeonsinnae là một hướng duy nhất.)

## Thành phố kết nghĩa
- Canterbury, New South Wales, Úc
- Đại Đông, Trung Quốc
- Vu Hồng, Trung Quốc